# Maternité des Lilas
La maternité des Lilas est une maternité française qui a le statut établissement privé d’intérêt collectif.
Elle est située aux Lilas dans la Seine-Saint-Denis au 12 - 14 rue du coq Français.
Cette maternité fait figure de pionnière pour son rôle dans les droits des femmes: l'accouchement sans douleur, la pratique d'avortements clandestins avant l’arrivée de la loi Veil, et les assauts des commandos anti-IVG jusqu’à  l'adoption en 1993 de la loi Neiertz pour les rendre illégaux mais aussi pour la façon dont les accouchements sont gérés à ce jour,.

## Services
Outre les services de maternité, l’établissement est centre référent pour les interruptions volontaires de grossesse (IVG) et centre de planification familiale et d'orthogénie,.
Entre 900 et 1200 IVG y sont pratiquées chaque année,. 1 278 femmes y accouchent en 2020, et 15 000 consultations prennent place.
En 2021, 1 107 accouchements et 600 IVG ont lieu.
Les parturientes restent en moyenne plus longtemps dans la maternité que dans les hôpitaux publics (4,7 jours, contre 2,7). Les taux de naissance par césarienne sont plus faibles que l’hôpital voisin de Livry-Gargan.
Le modèle de cette maternité repose sur la présence constante de sages-femmes ce qui double le coût d'un accouchement selon l'agence régionale de santé (ARS).

## Historique
La maternité des Lilas est fondée en 1964 par la comtesse de Charnière, et a le statut de clinique privée. L'objectif de cette création est d'introduire la méthode d'accouchement sans douleur  rapportée d'URSS en France par Fernand Lamaze.
Cet établissement pratique des avortements clandestins avant l’entrée en vigueur de la loi Veil en 1975.
En 1976, la maternité des Lilas risque la fermeture à cause de sa faible rentabilité mais est sauvée par son personnel.
En 1977, le statut de la maternité change et elle devient un hôpital privé à but non lucratif.
En 1980, l’établissement devient une association à but non lucratif puis un établissement privé d’intérêt collectif quelques années plus tard.
En 1990 le mouvement américain pro-life est à l'origine de la première attaque d’un « commando anti-IVG » qui prend place à la maternité des Lilas. Les assauts de ces commandos sont nombreux. Ainsi Xavier Dor est condamné le 30 mai 1994 (1 mois de prison avec sursis et 5000 F d'amende) pour entrave à l'interruption volontaire de grossesse lors d'une intervention sur la maternité le 16 mai 1992,.
En 2014, l'Agence Régionale de Santé prévoit le déménagement de la maternité au centre hospitalier intercommunal de Montreuil. Marie-Laure Brival, cheffe de service, intervient. Catherine Ringer, chanteuse des Rita Mitsuko, qui connaît cet établissement, s'oppose au projet. D'autres personnalités telles que Jean-Luc Mélenchon, Philippe Poutou, Marie-Georges Buffet et Stéphane Troussel se mobilisent.
En 2022, la fermeture menace encore la maternité et une pétition pour la sauver recueille 34000 signatures. Karine Viard apporte d'ailleurs son soutien. Cette même année, le projet de fusion avec la clinique Vauban de Livry-Gargan est abandonné mais une fusion avec l’hôpital de Montreuil ou la maternité des Bluets est à l'étude.

## Hommage
Carole Trébor réalise un documentaire Un p'tit bout d'Humanité, consacré aux sages-femmes de la maternité des Lilas qui est sélectionné au 23e Festival international du premier film d'Annonay en 2006.